# Num ansom
Num ansom (tiếng Khmer: នំអន្សម, num ânsâm, phát âm tiếng Khmer: [nom ʔɑnsɑːm]) hay đơn giản ansom là một loại bánh nếp truyền thống của người Khmer. Nó tương tự như bánh tét của Việt Nam.

## Mô tả
Bánh có hình trụ làm từ gạo nếp, chuối (នំអន្សមចេក, num ansom chek), mít (នំអន្សមខ្នុរ, num ansom khnao) hoặc thịt lợn (នំអន្សមជ្រូក, num ansom chrouk). Ngoài cách hấp, num ansom còn có thể chiên hoặc nướng tùy dịp.